# Wilhelm Hinze
Wilhelm Hinze (1813 in Braunschweig – 26. September 1876 in Schwerin) war ein deutscher Opernsänger (Bassbariton), Theaterschauspieler und Geiger.

## Leben
Hinze war zuerst Schreiber beim herzoglichen Kreisgericht, folgte jedoch dem Rat seiner Freunde, die ihn auf seine schöne Stimme aufmerksam machten und betrat als „Seneschal“ in Johann von Paris in Braunschweig zum ersten Mal die Bühne.
1840 trat er in den Verband des Schweriner Hoftheaters, das er auch nicht mehr verlassen hat. Er gehörte demselben mehr als 30 Jahre an, anfangs als erster Bariton, später als erster Bass und Buffo und brachte es bis zu seinem letzten Auftritt alle ihm übertragenen Partien, zu denen auch eine ganze Reihe Schauspielrollen zählten, mit jugendlicher Frische stets zur besten Geltung.
Zu seinen hervorragenden Partien zählten „Plumkett“ (Martha), „Bartolo“ (Der Barbier von Sevilla), „Lysiart“ (Euryanthe), „Kaspar“ (Der Freischütz), „Sarastro“ (Die Zauberflöte), „Rocco“ (Fidelio) und ganz besonders „Marcel“ (Die Hugenotten). Neben seiner Künstlerschaft als Sänger (Hinze war Mecklenburg-Schwerinscher Kammersänger) war er auch Künstler auf der Geige.
Sein Sohn Paul Hinze (1847–1905) wurde ebenfalls Opernsänger (Bass).